# عبد الله بن عائشة
عبد الله بن عائشة (توفي سنة 1124هـ / 1712م) أدميرال وقرصان ودبلوماسي مغربي، تَزَعَّمَ نشاط الجهاد البحري بحوض أبي رقراق، ومَثَّلَ السلطان المولى إسماعيل أمام ملوك فرنسا وإنجلترا، وحمل لقب «قبطان البحر» و«الرئيس».

## مسيرته

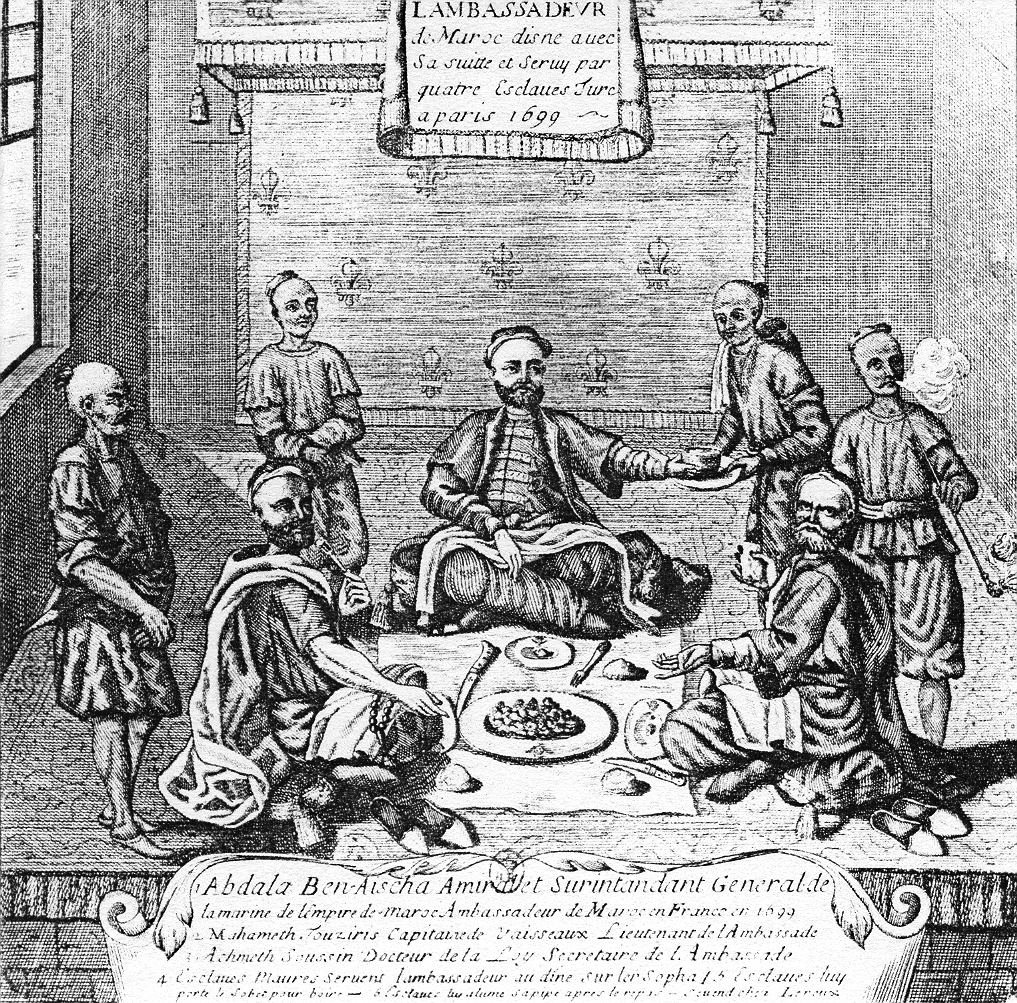
رسم لعبد الله بن عائشة في باريس سنة 1699م.

ولد عبد الله بن عائشة في أواسط القرن السابع عشر، وزاول القرصنة كباقي المطرودين من إسبانيا والذين استقر بعضهم بالمدن الساحلية بالمغرب. كان ابن عائشة يبتعد بسفنه في شواطئ المحيط الأطلسي متجها صوب المياه المجاورة لفرنسا وإنجلترا، بل إلى الدانمارك وجزرها ليضايق سفنها، كما روَّع ساحل البوغاز وقادش، متعقبا السفن الأوروبية المتوجهة والعائدة من القارة الأمريكة، وقد وقع أسيرا سنة 1680 في قبضة سفينة إنجليزية، وكان قد اشتهر يومئذ كزعيم معروف لقراصنة سلا والرباط.
ظل أسيرا في بريطانيا مدة ثلاث سنوات حتى اهتم بأمره جيمس أخو تشارلز الثاني وتدخل لإطلاق سراحه. وكان ابن عائشة يتقن الإسبانية والإنجليزية، وقد سهل له مقامه ببريطانيا الاطلاع على عادات المجتمع الأوروبي، حيث تصفه المراجع الأجنبية بالذكاء والدهاء، ووصفه مسؤول فرنسي «بالعدو اللدود للفرنسيين».
وعندما أصبح جيمس الثاني ملكًا، توجه ابن عائشة باسم السلطان مولاي إسماعيل إلى إنجلترا لتهنئته.

### السفارة في باريس
بعد عقد هدنة بين فرنسا والمغرب في يوليو 1681، تم تشكيل سفارة مغربية إلى فرنسا يقودها الحاج محمد تميم وأخرى سنة 1685م ولم تأتي أي منهما بنتيجة هامة.
فقطعت فرنسا والمغرب علاقتهما التجارية بين سنة 1686-1688، وحضرت بعثة فرنسية إلى المغرب سنة 1689 بقيادة بيدرو سان أولون فلم تأتي بنتيجة.

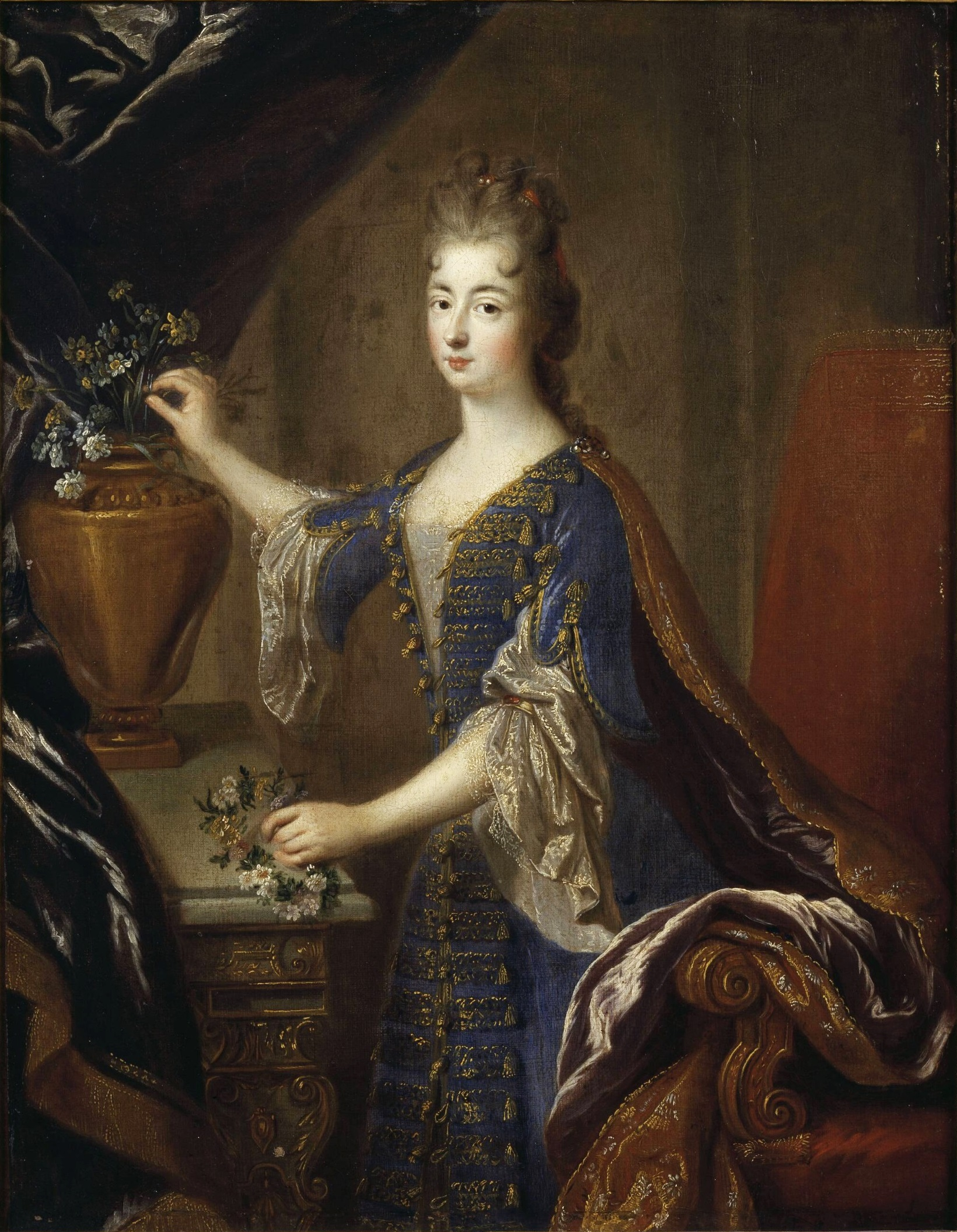
ماري آن دو بوربون التي أثارت اهتمام السفير ابن عائشة، وجعلته يقترح على السلطان مولاي إسماعيل أن يخطبها.

وبعد أن صادق السلطان على معاهدة هدنة مع لويس الرابع عشر لمدة ثمانية أشهر، تم تعيين ابن عائشة على رأس سفارة مغربية لفرنسا، وحمل السفير رسالة اعتماده موجزة، مؤرخة في 23 ربيع الأول 1110 هـ وفيها يلقب السلطان ابن عائشة ب«قبطان البحر» وب«الرئيس»، وقد حضر شاطو رونو لمرافقة هذه البعثة التي كان من بين أهم أعضائها علي بن عبد الله قائد تطوان ومعنين وأخو قائد سلا.
كما اصطحب ابن عائشة ترجمان من التجار الفرنسيين المقيمين بالمغرب واسمه فابر وتحركت السفينة الفرنسية من حوض أبي رقراق في 17 أكتوبر 1698م ثم رست بميناء بريست، التي أقام بها السفير مدة شهرين لأسباب تشريفية إذ كان الملك لويس يريد أن يحيل ابن عائشة على بعض رجال دولته لمفاوضته، دون أن يستقبله، ولكن ابن عائشة احتج بشدة على هذا السلوك ورفض بدأ أي مفاوضات قبل أن يتم استقباله من طرف الملك، فأجبر المسؤولين على الاستجابة لطلبه.
وغادرت البعثة مدينة بريست في 12 يناير 1699م متوجهة إلى باريس، مثيرة فضول الفرنسيين في الطرقات والشوارع للترحيب والتطلع بها. وبصحبتهم «سانت أولم» و«دو لاكروى»، وتجولوا في عدة مدن فرنسية كالرين ونانت.
وصل إلى باريس يوم 5 فبراير 1699. وفي قصر فرساي وهو يرتدي لباسه المغربي، ألقى ابن عائشة خطبته باللغة العربية أمام لويس الرابع عشر، ثم ترجم خطابه إلى الفرنسية من طرف دولاكروا. فأدهش الفرنسيين بطريقة حواره ونقاشه ودفاعه عن الإسلام، وبعد ذلك جرت محادثة ودية قصيرة بين السفير والملك، وتوبعت المفاوضات حول الأسرى من غير نتيجة، وهكذا عاد ابن عائشة إلى المغرب بعد أن اتصل في باريس بعدة شخصيات على رأسها جيمس الثاني ملك إنجلترا السابق الذي اختار فرنسا منفى له بعد أن تنازل عن العرش عقب الثورة المجيدة في عام 1688.
وكان ابن عائشة قد سبق أثناء مقامه بباريس أن رأى وسمع عن ابنة لويس الرابع عشر وتدعى ماري آن دي بوربون «Marie-Anne de Bourbon» فأعجب بجمالها، واقترح على مولاي إسماعيل بعد عودته من أحد أسفاره من فرنسا إلى المغرب أن يخطب هذه الأميرة. وذكر له محاسنها ومعرفتها بالموسيقى والأدب، وأن الزواج بها سيكون إثباتاً للسلم والصلح ويسهل فداء الأسرى بين الجانبين، فكلفه السلطان بخطبتها له من والدها الملك لويس الرابع عشر، لتكون زوجة له على مقتضى الشريعة الإسلامية، مع بقائها على دينها إن أرادت ذلك. لا توجد وثيقة مغربية تؤكد هذه الخطبة، رغم أن المصادر الفرنسية تذكر الكثير من تفاصيلها حيث كانت حديث الأندية والمجالس والصحف الباريسية. لكن هذه الخطبة لم تصادف قبولا، ووقع الاعتذار عنها بسبب الاختلاف في الدين والعقائد.

### بعد السفارة
خلال رحلاته لفرنسا شاهد المسرح، وعند عودته إلى بلاده كان محاضرا لبقا عن رحلاته ومشاهداته.
لم يلبث الدبلوماسي الرباطي أن استقر في الرباط، وقد جمع في هذه السن ثروة مادية مهمة، جعلت خليفة المولى إسماعيل بمكناس، الذي ناب عن أبيه لغيابه بالحدود الشرقية، يطمع فيه ويطلب منه قدرا كبيرا من ثروته، ولما امتنع عن ذلك نكل به وجلده، ورغم ضغط زوجة ابن عائشة على زوجها ليعطي ما طلب منه حتى يتفادى التعذيب فإن السفير المغربي ظل مدة يعاني من الألم الذي أجحظ عينه وآذى جسمه، وقد طلب ابن عائشة من الأب دومينيك بوزنو، والذي كان بالمغرب سنة 1707، أن يتوسط له لدى السلطان.
بعد التعذيب بدأ لحمه يتعفن وينتن كما لاحظ بعض الذين زاروه في آخر أيامه. وتوفي عبد الله بن عائشة سنة 1712.
ولا تزال المدينة تحتفظ له ببرج يحمل اسمه، على شاطئ المحيط من جهة أبي رقراق حيث يوجد بالبرج نفق يتصل بدار سكناه في زنقة سيدي مأمون قرب الزاوية المختارية بجانب سقاية ابن المكي الحالية، كما أن في الرباط سقاية ابن عائشة المعروفة إلى اليوم نسبة إليه، وفندق ابن عائشة الموجود حاليا بالقيصارية. ويحمل مسجد بزنقة بوقرون بالرباط اسم أخته نخلة.